# Лома лос Оливос, Дон Симон о Доња Ката (Емилијано Запата)
Лома лос Оливос, Дон Симон о Доња Ката (шп. Loma los Olivos, Don Simón o Doña Cata) насеље је у Мексику у савезној држави Морелос у општини Емилијано Запата. Насеље се налази на надморској висини од 1065 м.

## Становништво
Према подацима из 2005. године у насељу је живео 1 становник.

### Хронологија
| Година       | 2000 | 2005 |
| ------------ | ---- | ---- |
| Становништво | 8    | 1    |

### Попис
| # | Индикатор                        | Вредност |
| - | -------------------------------- | -------- |
| 1 | Укупно појединачних домаћинстава | 1        |